# Raquel Dukpa

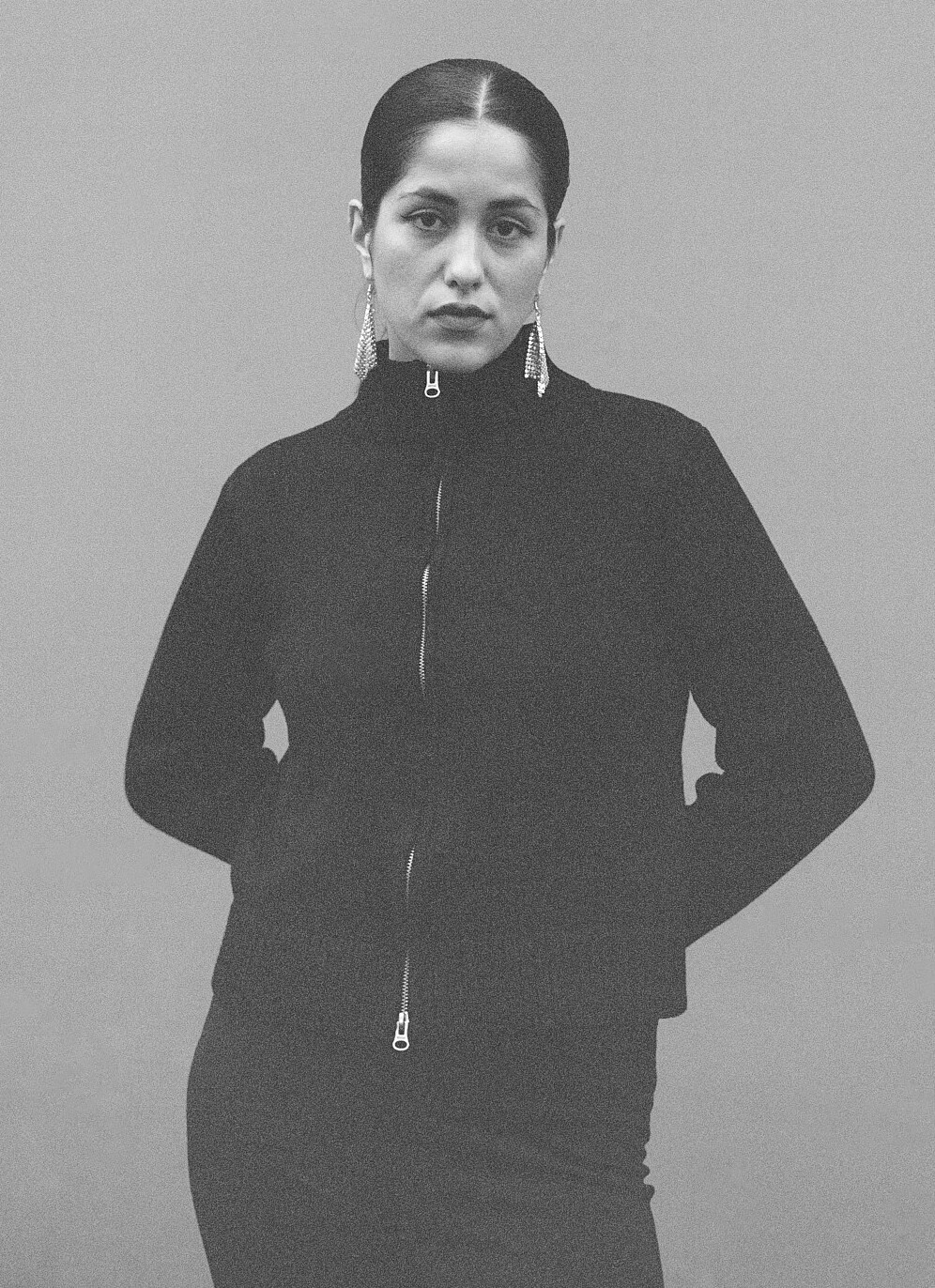
Raquel Dukpa (2024).

Raquel Kishori Dukpa (* 1994 in Berlin) ist eine deutsche Filmemacherin, Filmproduzentin, Drehbuchautorin und Casting Director. Ihre Arbeit umfasst Projekte wie Futur Drei, die Jugendserie Druck und die Entwicklung eigener Shows, wobei sie sich stets für Themen wie Diversität und Inklusion einsetzt. Sie ist Kuratorin für CINEMA+CONTEXT, Herausgeberin des Katalogs I See You und Gewinnerin des Deutschen Schauspielpreises 2021 für Druck.

## Leben
Dukpa wuchs in Berlin-Kreuzberg mit ihrem jüngeren Bruder auf. Sie studierte an der Universität Hildesheim mit den Studienschwerpunkten Film, queerfeministische Theorie und Populäre Kultur. Seit 2016 ist sie Teil von JÜNGLINGE und wirkte als Casting Director, in der Produktion sowie in der Recherche des gemeinsamen Debütfilms FUTUR DREI mit. Raquel Dukpa entwickelt und produziert zusammen mit Faraz Shariat und Paulina Lorenz im gemeinsamen Kollektiv JÜNGLINGE diverse Spielfilm- und Serienprojekte.
Sie kuratiert gemeinsam mit Tara Afsah und Lilian Pfeuffer CINEMA+CONTEXT. Im Fokus stehen dabei Filme und deren Kontextualisierung aus dekolonialer und intersektional feministischer Perspektive. Zusätzlich ist Dukpa Herausgeberin des Katalogs „I See You – Gedanken zum Film Futur Drei“ (erschienen bei edition assemblage) und war Drehbuchautorin der sechsten Staffel der Jugendserie „DRUCK“ (ZDF/funk). 2021 gewann Raquel den Deutschen Schauspielpreis für ihre Leistung als Casterin der Serie „DRUCK“. Außerdem wirkte sie als Casting Director an der Serie "Echt" (ZDF) mit.